# Сан-Пьетро-ин-Гуарано
Сан-Пьетро-ин-Гуарано (итал. San Pietro in Guarano) — коммуна в Италии, располагается в регионе Калабрия, подчиняется административному центру Козенца.
Население составляет 3711 человек, плотность населения составляет 77 чел./км². Занимает площадь 48 км². Почтовый индекс — 87047. Телефонный код — 0984.
Покровителем коммуны почитается святой апостол Пётр, празднование 29 июня.